# Lunardo Michiel
Lunardo Michiel († Dezember 1184) war einer der beiden Söhne des Dogen Vitale Michiel II. Er war Graf (Comes, Conte) von Ossero im Kvarner und 1171 Kommandeur einer in der Adria operierende Flotte im Kampf gegen Byzanz. Er war Gesandter bei Kaiser Manuel I. und Friedrich Barbarossa. Zudem vertrat er seinen Vater während dessen Flottenexpedition gegen Byzanz als Vizedoge von September 1171 bis Mai 1172.

## Herkunft, Familie
Lunardo, später Leonardo genannt, war einer der Söhne des Dogen Vitale Michiel und seiner Frau Maria, deren Herkunft nicht bekannt ist. Das Paar hatte zwei Söhne und zwei Töchter, nämlich Agnese, die Giovanni Dandolo heiratete, und Richelda, die in ein Grafenhaus in Padua einheiratete und daher in den Quellen als „Contessa“ erscheint. Bis 1159 sind auch die beiden Söhne belegt, also Leonardo und Nicolò, die der Doge lange Zeit in materieller Abhängigkeit hielt, ebenso wie in rechtlicher. Dieser Zustand hielt bis Februar 1171 an, als er die Söhne aus der Abhängigkeit entließ und ihnen einen Teil des immobilen Vermögens übertrug.

## Leben

### Conte von Cherso und Lussino, zudem von Ossero (um 1160)
Vitale Michiel hatte eine Expedition gegen Zara geplant, wobei er von den Venezianern, die sich im Byzantinischen Reich aufhielten, verlangte, bis Ostern 1159 in Venedig zu erscheinen. Diejenigen, die sich in den Kreuzfahrerstaaten aufhielten, sollten bis September zurückkehren. Diejenigen schließlich, die wegen ihrer Geschäfte nicht rechtzeitig zurückkehren konnten, wurden zu einer Geldstrafe verurteilt. Unter ihnen war der gefeierte Händler Romano Mairano. Im Herbst erschien die Flotte vor Zara, die Stadt wurde erobert, die ungarische Garnison musste abziehen. Die Einwohner hatten den Treueid gegen Venedig zu erneuern, die Stadtregierung ging wieder an einen Venezianer, nämlich Domenico Morosini.
Wohl in dieser Zeit oder wenig später setzte der Doge seinen Sohn Lunardo zum Conte zweier Inseln südlich von Istrien, nämlich von Cherso und Ossero auf Lussino ein (Comes absarensis). Seinen Sohn Nicolò erhob er zum Conte von Arbe. Damit übernahm Venedig die direkte Kontrolle über die nahen Küstenstädte, wobei 1163 die Grafschaft Veglia an die Söhne des verstorbenen Conte Doimo ging, nämlich an Bartolomeo und Guido, die bereits Vasallen Venedigs waren.
Lunardo hatte 1165 eine Auseinandersetzung mit dem Conte von Zara, mit Domenico Morosini, der die Hälfte der Grafschaft Ossero beanspruchte, die ihm von seinem gleichnamigen Vater auf Lebenszeit übertragen worden war. Dieser gab unter Zustimmung durch einen iudex dem Sohn insofern Recht, als er, im Gegensatz zu seinem Kontrahenten, nachweislich eine bedeutende Summe für die Investitur entrichtet hatte. So blieb bis zum Tod Leonardos die Kontrolle über die Inseln Cherso und Lussino in seiner Hand. Nach Lunardo Michiel wurde aus der Insel ein ‚erblicher Feudalbesitz‘ der Morosini bis 1304. Die Grafen übernahmen den Titel eines „Conte d'Ossero per la grazia di Dio“, eines ‚Grafen von Osor durch die Gnade Gottes‘.

### Hochzeitsallianzen
Für Lunardo war in dem Ehegeflecht, das der Doge entfaltete, eine zentrale Rolle vorgesehen. Nach seinem Willen heiratete Lunardo 1168 eine Prinzessin, Tochter des serbischen Gespan Desa. Dieser war 1166 an den ungarischen Hof geflohen, um sich der Herrschaft Kaiser Manuels zu entziehen. In die gleiche Richtung zielte die Ehe des zweiten Dogensohnes Nicolò, jenes Conte von Arbe, mit einer ungarischen Prinzessin, einer Tochter König Stephans III.

### Stellvertreter des Dogen (1171–1172), Flottenkommandeur, Unterhändler bei beiden Kaisern (1175, 1177)
Während der Vater die Flotte 1171 gegen Byzanz führte, war, folgt man Samuele Romanin, Lunardo „vice-doge“ Venedigs. Unter seinem Kommando eroberte die venezianische Flotte Traù im Jahr 1171.
Lunardo erscheint 1175 in einer Gesandtschaft des Dogen Sebastiano Ziani, die in Konstantinopel Unterhandlungen führte. Ebenso taucht er als Zeuge in einem Privileg Friedrich Barbarossas für das Kloster San Giorgio Maggiore aus dem Jahr 1177 auf.

### Auflösung der Handelsgesellschaft mit seinem Bruder (1174), Testament (1184)
1174 lösten die beiden Brüder die gemeinsame ‚brüderliche Handelsgesellschaft‘ auf und verkauften mobile und immobile Werte, die sie bis dahin gemeinsam gehalten hatten.
Lunardo machte 1184 sein Testament, wobei die Äbtissin von San Zaccaria zur Amtswalterin eingesetzt wurde. Dem Kloster vermachte er einen großen Teil seines Besitzes. Er starb noch im Dezember desselben Jahres. Sein Bruder Nicolò überlebte ihn ungefähr um ein Jahrzehnt.

## Rezeption

### Bis gegen Ende der Republik Venedig
Die Cronica di Venexia detta di Enrico Dandolo aus dem späten 14. Jahrhundert, die älteste volkssprachliche Chronik Venedigs, stellt die Vorgänge ebenso wie Andrea Dandolo auf einer in dieser Zeit längst geläufigen, weitgehend von den Dogen beherrschten Ebene dar – die Kinder des Dogen erwähnt sie dementsprechend mit keinem Wort.
Pietro Marcello stellt 1502 in seinem später ins Volgare unter dem Titel Vite de'prencipi di Vinegia übersetzten Werk, ebenfalls die Staatsoberhäupter in den Mittelpunkt und vergibt bestenfalls Nebenrollen an Gesandte. So habe Kaiser „Emanuel“ den Krieg mit Venedig begonnen: Unter dem Vorwand, er bedürfe der Unterstützung gegen den Angriff Wilhelms von Sizilien, dem er seine Tochter zur Frau versprochen hatte, forderte er von Venedig Hilfe. Diese lehnten die Venezianer erwartungsgemäß ab, da sie mit dem König Frieden geschlossen hatten. Dadurch glaubte der Kaiser eine „quasi legittima occasione di muover guerra“ zu haben, eine ‚gleichsam rechtmäßige Gelegenheit, Krieg zu beginnen‘ (S. 71). Genau umgekehrt als bei Caroldo, der sein Werk dreißig Jahre später fertigstellte, eroberte der Kaiser erst jetzt die Städte „Spalato, Ragugia, e Traù“. Die Heiratspolitik erwähnt er mit keinem Wort.
Nach der Chronik des Gian Giacomo Caroldo hingegen gestattete der Doge ‚denen von Arbe‘ die Wahl ihres Conte durch vier ihrer „Cittadini“, die Bestätigung erfolgte wiederum durch den Dogen. Zum Conte, so der Autor, wurde der Sohn des Dogen „Nicolò Michiel“ wenig später gewählt, der wiederum vom Vater bestätigt wurde. So erscheint es im Privileg „che da loro sin al presente giorno viene conservato con il suo bollo di piombo“, das also mitsamt seinem Bleisiegel noch in der Zeit Caroldos erhalten war. König Stephan von Ungarn heuchelte Freundschaft mit dem Dogen („fece simulata amicizia“) und bot eine Verehelichung von Maria (seiner Nichte?) mit dessen Sohn Nicolò an. Als Stephans „mal'animo“ sich nicht mehr verbergen ließ, marschierte er nach Dalmatien und eroberte Spalato, Trau, Sebenico und andere Orte, ein Verlauf, der bei Marcello dreißig Jahre zuvor nicht vorkommt. Die Zaresen, die die Unterstellung ihres Erzbischofs unter den Patriarchen von Grado nicht ertragen konnten („non potendo patir“), „ribellorono“ gegen die Venezianer. Sie vertrieben den Dogensohn „Dominico Moresini“ und hissten die Flagge des Königs von Ungarn („levorono l’insegne del Re d’Hungeria“). Die Flotte von 30 venezianischen Galeeren kehrte angesichts der starken Besatzung um. Im 15. Jahr seines Dogats ließ Vitale Michiel seinen Sohn Domenico mit einer „potentissima armata“ Zara angreifen. Nach langen Kämpfen zogen die Ungarn ab und die Zaresen unterwarfen sich („facendo deditione liberamente“). Der Dogensohn nahm 200 Zaresen als Geiseln. Nun unterwarf Kaiser Manuel in Absprache mit Stephan die Küstenstädte Spalato, Trau und Ragusa „et quasi tutta la Dalmatia“. Zu dem Zeitpunkt, als die venezianischen Händler zurückgerufen wurden, war bereits vorgesehen, „Lunardo Michiel“ als Vizedogen einzusetzen. Dreißig Galeeren griffen Trau an, das zur Abschreckung völlig zerstört wurde. Der Erzbischof von Ragusa sollte, wenn der Papst einverstanden sei, dem Patriarchen von Grado unterstellt werden (S. 144). Mit dem Titel Conte di Ragusa blieb „Raynier Zane“ in der Stadt. Vor Negroponte ließ sich der Doge auf Verhandlungen über die Wiedergutmachung ein – dabei nennt Caroldo keinen Grund, denn bisher war der Krieg gegen die byzantinischen Städte nach Darstellung des Autors mit größter Härte geführt worden, wenn auch Ragusa schon gnädiger behandelt wurde als das zur Abschreckung zerstörte Trau. Dem Dogen gab man am Ende alle Schuld an der Katastrophe.
Der Frankfurter Jurist Heinrich Kellner meint in seiner 1574 erschienenen Chronica das ist Warhaffte eigentliche vnd kurtze Beschreibung, aller Hertzogen zu Venedig Leben, dass Venedig dem Kaiser die gewohnte Flottenhilfe „verweigert und abgeschlagen“ habe, da es „kurtz zuvor Frieden und Bündnuß“ mit Wilhelm von Sizilien geschlossen hatte. Daraufhin habe „Keyser Emanuel“ geboten „durch ein offen Mandat allen Venedischen Kauffleuten auß Griechenland zu weichen/uberfiel auch die Venediger mit Heeresmacht / nahm ihnen Spalato / Ragusa / und Trau.“ Dabei gab der Kaiser vor, diese Städte darum eingenommen zu haben, „darmit er die Venediger im wider zu Freunden mächte“ – wobei Kellner dies und das Folgende ausdrücklich in einer Marginalie „Keyser Emanuels betrug gegen den Venedigern“ nennt. Um 1171 die „Schmach zu rechnen“, rüsteten die Venezianer eine „gewaltige Armada zu.“ „Und man findet/daß mit wunderbarlicher behendigkeit innerhalb 100 tagen 100 Galeen außgerüst worden seyen“ (S. 29v). Der Doge selbst führte die Flotte, die „Kriegsleut auß Istria oder Schlavoney und Dalmatien“ aufnahm, gegen Trau, dann folgte auch bei Kellner die Eroberung Ragusas mit seinem kaiserlichen Turm.

### Historisch-kritische Darstellungen
Johann Friedrich LeBret publizierte 1769 bis 1777 seine vierbändige Staatsgeschichte der Republik Venedig, worin er im 1769 erschienenen ersten Band konstatiert, König Stephan „gab dem Sohne des Dogen Nikolaus Grafen von Arbe die Prinzessin Maria, eine Tochter Ladislaus aus dem könglichen hungarischen Stamme, dem Grafen Leonhard von Apsara aber, der ebenfalls ein Sohn des Dogen war, eine Tochter des Herzogs von Dessa zur Ehe“ (S. 328). Der „Staat fand in der Folge Ursachen genug, solche Ehen mit fremden Prinzessinnen, seinen Söhnen zu untersagen.“ Venedig habe in Dalmatien „mit aller Behutsamkeit regieret“. So gestattete man den dortigen „Bürgern“ „ihre Prioren sich selbst zu wählen“, die drei Städte Zara, Apsara und Arbe wählten dazu sogar venezianische Adlige, schließlich zwei Dogensöhne. Diese Söhne des Dogen heirateten ungarische Frauen. Stephan besetzte nun Städte an der Küste, wie Sebenico, in Zara wurde der venezianische Graf, Sohn des vorherigen Dogen, vertrieben: „Der Erzbischof der Stadt warf sich zum Grafen auf, und zog die weltliche Herrschaft an sich“. Bald belagerte eine neue Flotte die Stadt, worauf die Ungarn flohen und die Venezianer unter Domenico Morosini 200 Geiseln „von den Edlern“ mitnahmen (S. 329). Zu den Ereignissen ab 1171 bemerkt er lakonisch: „Währender Zeit seiner Abwesenheit sollte sein Sohn, der Graf Leonhard, die Stelle seines Vaters versehen“ (S. 331).
In seinem Il Palazzo ducale di Venezia von 1861 erläutert Francesco Zanotto, ausführlich die rechtlichen Veränderungen auf Veglia, Arbe und Ossero, den Inseln der Kvarner-Bucht, um zu erklären, dass der König von Ungarn an diesem Bollwerk der venezianischen Macht nicht vorbeikam, sondern über Eheprojekte versuchte, Einfluss zu gewinnen. Hingegen geriet Venedig angesichts der zweiten Eroberung Mailands und der Flucht des Papstes nach Frankreich dermaßen unter kaiserlichen Druck, dass es praktisch nur noch über die Adria handeln konnte, ja, dass Venezianer ihre Stadt nur noch über See verlassen konnten („sicché ridotti erano, a non poter uscir che per mare“, S. 100). Dies war nach Zanotto der Grund, warum Venedig das Bündnis sowohl mit den Normannen, als auch mit Byzanz suchte, und warum Venedig die Lega lombarda gegen Friedrich Barbarossa mitfinanzierte.
Samuele Romanin übernahm unkritisch sehr viel spätere Angaben aus Handschriften, die er eingesehen hatte, insbesondere was die innere Verfasstheit Venedigs anbetrifft, nutzte immerhin gelegentlich byzantinische Chronisten. Wie er im 1854 erschienenen zweiten der zehn Bände seiner Storia documentata di Venezia zeigte, überredete König Stephan von Ungarn Zara zur Rebellion. 30 Galeeren hätten die Stadt belagert, die zu Hilfe gekommenen Ungarn seien geflohen. Dem im Triumph heimgekehrten Dogen trug eine „numerosissima deputazione di nobili“ an, den Conte von Zara zu bestimmen. Dieser habe sich für den Sohn des Dogen Domenico, jenen Domenico Morosini entschieden (S. 76). 1162 verfügte der Doge zudem die „investitura“ der Grafschaft Veglia an Bartolomeo und Guido, die Söhne des vorhergehenden Grafen Doimo. Arbe durfte vier eigene Kandidaten unter seinen Bürgern wählen, oder aber zwei Venezianer, von denen der Doge einen aussuchte. Nominiert wurde Nicolò, einer der Söhne des Dogen. Einem weiteren Sohn des Dogen, „Leonardo“, fiel die Insel Ossero zu. Im Ablauf dieses Vorgangs zeige sich, so Romanin, der immer noch erhebliche Einfluss des „popolo“. Ehekontrakte führten schließlich zum Friedensschluss mit Ungarn. Als nun Byzanz fast ganz Dalmatien besetzte, brach Venedig die Handelskontakte ab (S. 82 f.). Schließlich schildert Romanin den Aufbruch der „potentissima flotta“ unter dem Kommando des Dogen, während sein Sohn Leonardo als „vice-doge“ zurückblieb (ab S. 87).
Anders argumentiert Heinrich Kretschmayr 1905 im ersten Band seiner dreibändigen Geschichte von Venedig. Während Arbe, Veglia und Ossero 1139 noch dem Erzbistum Spalato unterstellt waren, lagen sie 1154 bereits im Obödienzbereich von Grado. Der Papst unterstellte sie dem Erzbistum Zara, das 1155 wiederum Grado unterstellt wurde. Der Streit um Istrien zwischen Grado und Aquileia endete erst 1180, so dass Grado nur das Seeland und der Primat von Dalmatien verblieb. Kretschmayr setzt fort: „Venedig erlebte um die Mitte des 12. Jahrhunderts seinen Investiturstreit“ (S. 246). Dabei sei der Patriarch Enrico Dandolo, etwa als er die Einmischung des Dogen in die Wahl der Äbtissin von San Zaccaria zurückwies, als Gegner des Dogen Polani aufgetreten, musste 1148 sogar fliehen, als er dessen griechenfreundliche Politik bekämpfte. Erst Domenico Morosini verzichtete auf die Einmischung in die geistlichen Wahlen. Der Preis dafür sei die Entfernung des Klerus aus dem politischen Leben gewesen. – Manuel schickte als Gesandten Nikephoros Kaluphes nach Venedig, der den Ungarn Dalmatien und Kroatien abgewann. „Im Jahre 1166 residierte Nikephoros Kaluphes als byzantinischer Dux von Dalmatien vermutlich in Spalato.“ Friedrich selbst griff nun von Pavia her an, Eberhard von Salzburg von Treviso und Patriarch Ulrich von Aquileja griff Grado an. Ende 1172 hingegen war ganz Oberitalien im Bunde gegen den Staufer. Doch inzwischen spitzte sich der Konflikt mit Byzanz zu. Als er abermals Truppen nach Ancona brachte, lehnte Venedig im Dezember 1167 die Flottenhilfe für Manuel ab. Das inzwischen durch Ehekontrakte verbundene Ungarn griff bereits im Winter 1167 auf 1168 das byzantinische Mittel- und Süddalmatien an. In Konstantinopel spitzte sich die Lage weiter zu, wobei das Verhalten gegenüber dem Kaiser ausschlaggebend war: Venedigs Kaufleute „begegneten ihm in seiner eigenen Hauptstadt mit gewalttätigem Hochmut und dreister Ungebühr“. 1170 und 1171 verhandelte er sogar mit Christian von Mainz. Gegen die Ungarn ging er militärisch erfolgreich vor, ebenso wie Venedig, mit dem sich der Ungarnkönig entzweit hatte, weil er die freiwillige Unterstellung Zaras unter seine Herrschaft angenommen hatte. Schließlich die Massenverhaftung vom 12. März 1171 und der Kriegsbeginn: „Lionardo Michiele, der Comes von Ossero, wurde als Vizedoge mit der stellvertretenden Regierung betraut.“